# Kompromisszum Koalíció
Kompromisszum Koalíció (spanyolul: Coalición Compromiso, valenciaiul: Coalició Compromís) egy spanyolországi választási koalíció neve, amely Valencia autonóm közösség területén, regionális szinten funkcionál. A pártszövetség alapvetően baloldali, ám főleg a helyi valenciai nacionalisták, zöldek és ökoszocialisták alkotják a tagságot.

## Története
Maga a koalíció elődje, már 2007-ben, a helyhatósági és regionális választáson megjelent Kompromisszum Valenciáért  (Compromís pel País Valencià) amely magába integrálta a helyi nacionalista, baloldali, zöldeket, ökoszocialistákat és a republikánus baloldaliakat. A koalíció 8,02%-ot ért el, így a Valenciai Parlamentbe 7 képviselőt tudott küldeni.
A 2008-as választásokon a Zöld Kezdeményezés Blokkja néven indult (Bloc-Iniciativa-Verds).
2010-ben jött létre a koalíció ezen a néven, így a 2011-es valenciai regionális választáson a szavazatok 7.2%-ával a harmadik legerősebb párttá vált. A választás utána  helyi ellenzék része lett.
A 2015-ös valenciai regionális választáson a koalíció 18.5%-ot ért el, amivel 19 mandátumra tett szert. Valencia városát lefedő választókerületben a Spanyol Szocialista Munkáspártnál is jobb eredményt ért el. A listavezető Mónica Oltra volt. A párt megkerülhetetlen része lett az újonnan felálló regionális kormánykoalíciónak: Spanyol Szocialista Munkáspárt, Podemos és a Kompromisszum, amellyel a 99 fős törvényhozásban 50 mandátumot alkottak. A párt a szocialisták jelöltjét, Ximo Puigot támogatták regionális elnöknek.
A koalíció a 2019-es regionális választáson 16.68%-ot ért el, 17 mandátummal. A párt továbbra is a helyi kormánykoalíció része.

## Ideológia
A koalíció ideológiája főleg a valenciai nacionalizmusra és regionalizmusra épül. A valenciai nacionalizmus esetében a legfőbb cél, hogy a valenciai nyelvet, kultúrát és politikai szuverenitást ismerjék el. A mozgalom követői a Valenciai Királyságra nosztalgiával gondolnak.
A valenciai regionalisták nagyobb önállóságot, függetlenséget követelnek Valencia autonóm közösségnek illetve ellenzik a katalán dominanciát, amit blaverizmusnak is neveznek.

## Választási eredmények

### Valenciai Parlament
| Corts Valencianes |                  |              |          |                  |     |              |                   |
| Választás         | Szavazatok száma | Szavazatok % | Helyezés | Mandátumok száma | +/– | Listavezető  | Kormány/Ellenzék? |
| 2011              | 176,213          | 7.2%         | 3.       | 6 / 99           | 4   | Enric Morera | Ellenzék          |
| 2015              | 456,823          | 18.5%        | 3.       | 19 / 99          | 13  | Mónica Oltra | Kormánypárt       |
| 2019              | 443,640          | 16.7%        | 4.       | 17 / 99          | 2   | Mónica Oltra | Kormánypárt       |